# C14H8N2O
化学式C14H8N2O（摩尔质量：220.23 g/mol）可以指：
- 1,9-吡唑蒽酮（英语：1,9-Pyrazoloanthrone），CAS号：129-56-6
- 铁屎米-6-酮，CAS号：479-43-6
- 4,4'-二氰基二苯醚，CAS号：6508-04-9
- 4,4'-二异氰基二苯醚，CAS号：3117-83-7
- 5-苯基-2-呋喃亚甲基丙二腈，CAS号：54885-21-1

|  | 这个同类索引页列出了具有相同分子式的化学物（即同分異構體）条目。 除非您是有意链接至本页，否则应将相应条目的内部链接指向正确的条目。 |